# بخش یوتان
بخش یوتان (به لاتین: Yutan Subdistrict) یک شهرک در جمهوری خلق چین است که در Ningxiang City واقع شده‌است. بخش یوتان ۲۰ کیلومتر مربع مساحت و ۲۰۰٬۰۰۰ نفر جمعیت دارد.